# Mary Harris Thompson
Mary Harris Thompson, MD, (15 de abril de 1829 - 21 de mayo de 1895) fue la fundadora, médico jefe y cirujana del Hospital de Chicago para Mujeres y Niños, rebautizado como Hospital Mary Harris Thompson después de su muerte en 1895. : pp.7 

## Educación
Thompson nació en Fort Ann, condado de Washington, Nueva York, el 15 de abril de 1829. : pp.9 Era hija de John Harris y Calista Corbin Thompson. Comenzó sus estudios en una escuela cercana y luego se trasladó al Instituto Fort Edward, en Nueva York. Continuó sus estudios en una escuela metodista, la Troy Conference Academy, situada en West Poultney, Vermont, y en 1860 se matriculó en elNew England Female Medical College en Boston. Durante este tiempo pasó un año de prácticas en la New York Infirmary for Women and Children, fundada por las médicas Emily y Elizabeth Blackwell. Se licenció en medicina en 1863. : pp.9–10 
En 1890, la Facultad de Medicina de Chicago otorgó un título ad eundem a Thompson. : pp.15–16 

## Carrera profesional
Tras graduarse en el New England Female Medical College, Thompson se trasladó a Chicago, una ciudad que se había fundado sólo 30 años antes y con poca competencia para una mujer médico. Al principio trabajó en la sucursal de Chicago de la Northwestern Sanitary Commission (una rama de la United States Sanitary Commission) para el Dr. William G. Dyas y Miranda Dyas, atendiendo a las familias de los veteranos de la Guerra Civil en Chicago. Durante esta fase de su carrera, Thompson se vio limitada en su capacidad para atender a los pacientes; todavía no se permitía que las mujeres formaran parte del personal de ningún hospital de Chicago, y al menos un hospital de la zona no admitía mujeres como pacientes.
Entonces fundó su propio hospital, con la ayuda del reverendo William R. Ryder, que recaudó fondos para el proyecto. En mayo de 1865 se inauguró el Hospital para Mujeres y Niños de Chicago, y Thompson se convirtió en cirujana y médica jefe y en jefa de personal, cargos que mantuvo el resto de su vida.
En 1870, Thompson fundó el Woman's Hospital Medical College. Se convirtió en uno de los nueve miembros iniciales de la facultad, y desempeñó esta función hasta 1879, cuando el colegio se separó del hospital. En 1874, comenzó a dirigir una escuela de enfermería dentro del hospital. En 1892, se incorporó al cuerpo docente de la Facultad de Medicina de la Universidad del Noroeste como profesora clínica de ginecología.
Tras 10 años de práctica, Thompson fue admitida en la Sociedad Médica de Chicago en 1873; en 1886 se convirtió en vicepresidenta de la organización y en su primera mujer directiva. Fue miembro de la Asociación Médica Americana (AMA), y la primera mujer de la AMA en presentar un trabajo a la Sección de Enfermedades Infantiles, lo que le valió el cargo de presidenta de la sección. A lo largo de su carrera publicó y presentó varios trabajos sobre la salud de la mujer y las enfermedades infantiles. La práctica privada de Thompson como cirujana abdominal y pélvica formaba parte de su trabajo en el hospital, y durante años fue la única mujer que realizaba cirugía mayor en Chicago. También inventó varios instrumentos quirúrgicos y una aguja abdominal especial adoptada por los cirujanos de la época.

## Gran incendio de chicago
En 1871, el Gran Incendio de Chicago quemó los edificios del Woman's Hospital Medical College y del Chicago Hospital for Women and Children. Thompson y su personal se aseguraron de que sus pacientes fueran atendidos, y poco después reabrieron para pacientes quemados y enfermos, hombres y mujeres, en una casa privada de la calle Adams. En 1873, la Relief Aid Society de Chicago donó 25.000 dólares para reabrir el hospital y tratar a los pacientes, y Thompson utilizó el dinero para abrir en una nueva ubicación ese mismo año.

## Muerte
Thompson murió en 1895, a los sesenta y seis años, a causa de una hemorragia cerebral. Poco después de su muerte, la junta directiva del Hospital para Mujeres y Niños de Chicago cambió el nombre del hospital por el de Mary Thompson para Mujeres y Niños. El hospital cerró en 1988. En 1905, la junta del hospital regaló al Instituto de Arte de Chicago un busto de Thompson que encargó al escultor Daniel Chester French. La Dra. Thompson está enterrada en el cementerio de Fort Ann, Nueva York, junto con cuatro de sus hermanos.